# Giraffatitan
Giraffatitan (nome que significa "girafa titânica") é um gênero de dinossauro saurópode que viveu durante o período Jurássico Superior (estágios Kimmeridgiano-Titoniano) no que hoje é a região de Lindi, na Tanzânia. Foi originalmente nomeado como uma espécie africana de Brachiosaurus (B. brancai), mas desde então foi movido para seu próprio gênero. Giraffatitan foi por muitas décadas conhecido como o maior dinossauro, mas descobertas recentes de vários dinossauros maiores provam o contrário; gigantes titanossauros parecem ter superado Giraffatitan em termos de massa. Além disso, estima-se que o dinossauro saurópode Sauroposeidon seja mais alto e possivelmente mais pesado que o Giraffatitan.

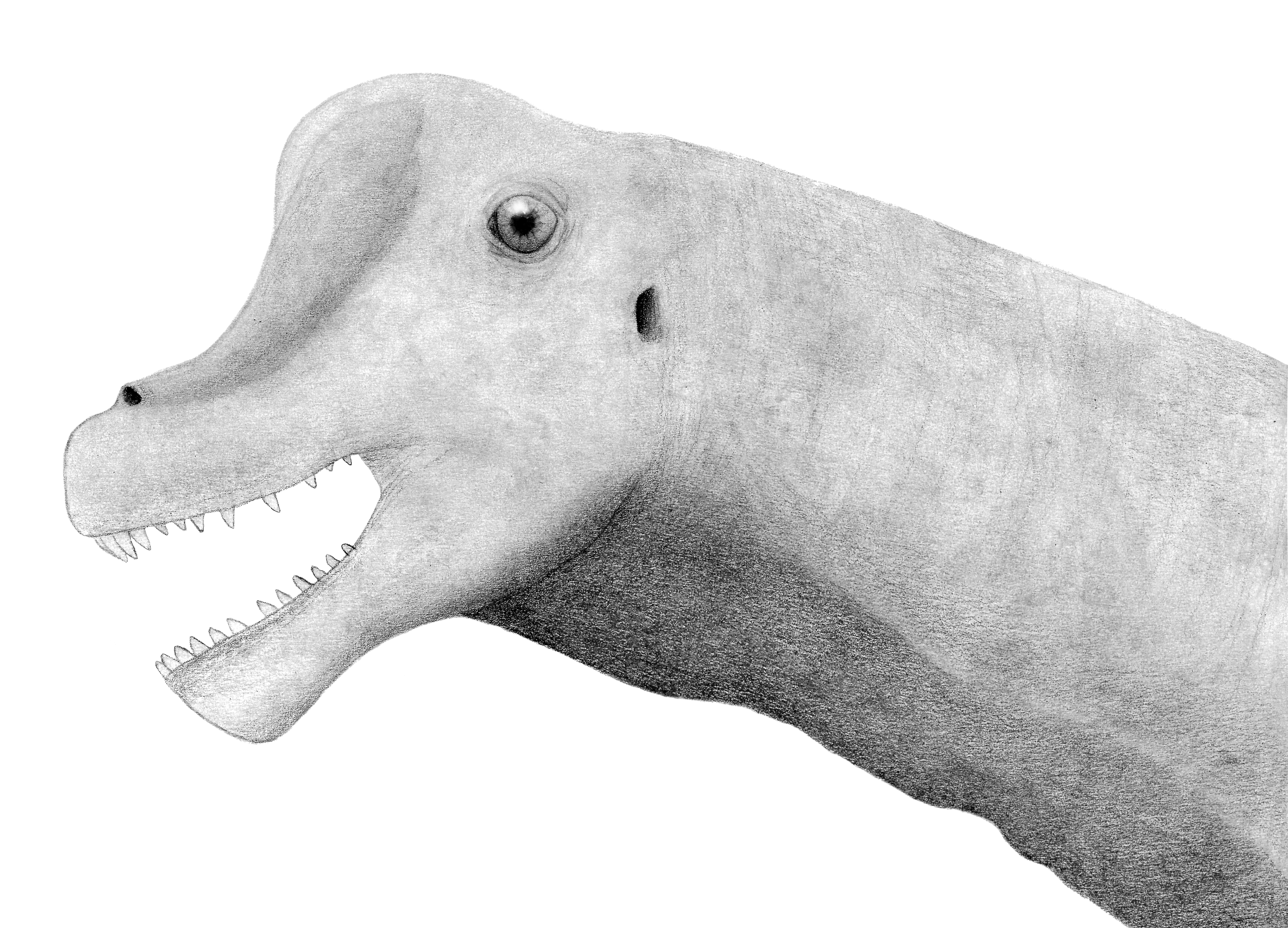
Reconstrução artística de um Giraffatitan.

Todas as estimativas de tamanho para Giraffatitan são baseadas no espécime HMN SII, um indivíduo subadulto entre 21,8 e 22,5 metros de comprimento e cerca de 12 metros de altura. As estimativas de massa são variadas e variam de 15 toneladas a até 78,3 toneladas, mas há evidências de que esses animais podem crescer mais; o espécime HMN XV2, representado por uma fíbula 13% maior do que o material correspondente em HMN SII, pode ter atingido 26 metros de comprimento ou mais.

## Descoberta

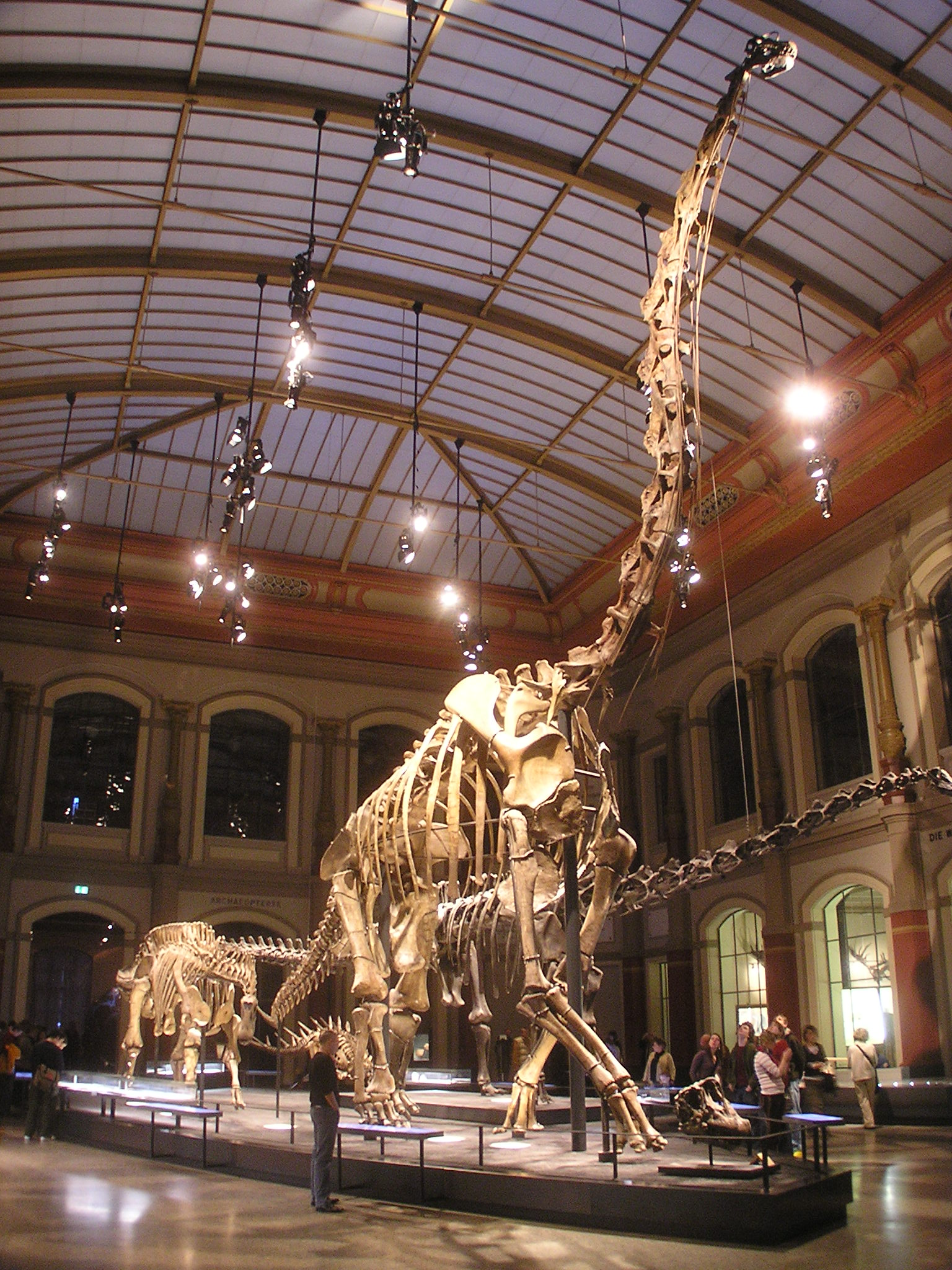
O esqueleto de um Giraffatitan

Giraffatitan brancai foi primeiro nomeada e descrita pelo paleontólogo alemão Werner Janensch em 1914 como Brachiosaurus brancai, com base em vários espécimes recuperados entre 1909 e 1912 da Formação Tendaguru.

## Descrição

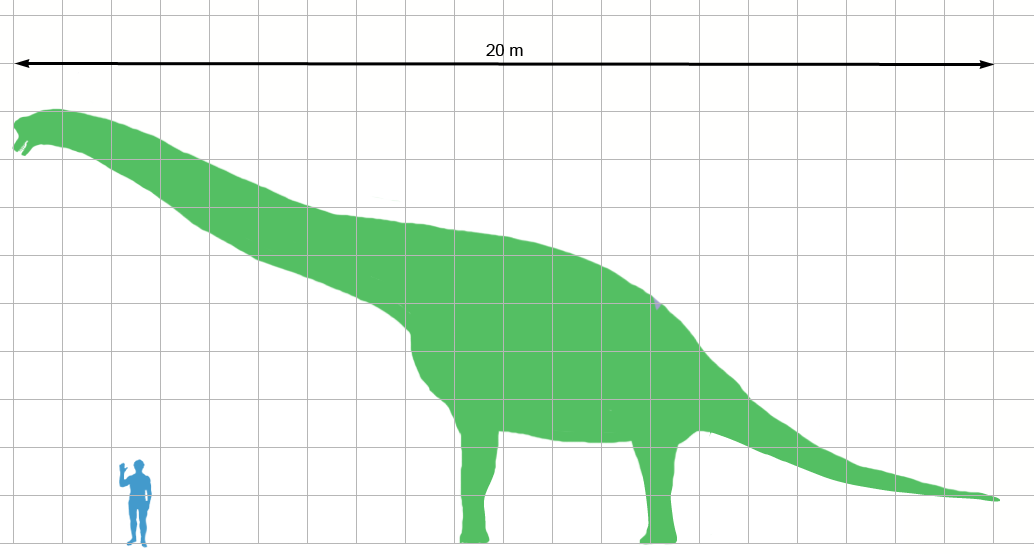
A comparação do tamanho do Giraffatitan com o do humano

Entre 1914 e a década de 1990, o Giraffatitan foi considerado o maior dinossauro conhecido (ignorando o possivelmente maior, mas perdido Maraapunisaurus) e, portanto, o maior animal terrestre da história. Na parte posterior do século XX, vários titanossauros gigantes encontrados parecem superar o Giraffatitan em termos de massa. No entanto, Giraffatitan e Brachiosaurus ainda são os maiores saurópodes braquiossaurídeos conhecidos a partir de material relativamente completo.
Todas as estimativas de tamanho para Giraffatitan são baseadas no esqueleto montado em Berlim, que é parcialmente construído com ossos autênticos. Estes foram em grande parte retirados do espécime HMN SII, um indivíduo subadulto entre 21,8–22,46 metros de comprimento e cerca de doze metros de altura. O comprimento de 22,46 metros frequentemente mencionado é de Werner Janensch, o cientista alemão que descreveu o Giraffatitan, e foi o resultado de um simples erro de adição: o número correto deveria ter sido 22,16 metros. As estimativas de massa são mais problemáticas e historicamente variaram fortemente de apenas 15 toneladas a até 78 toneladas. Essas estimativas extremas agora são consideradas improváveis devido a metodologias falhas. Há também um grande número de estimativas como o esqueleto provou ser um assunto irresistível para pesquisadores que desejam testar seus novos métodos de medição. Os primeiros cálculos foram novamente feitos por Janensch. Em 1935, ele deu um volume de 32 m³ para o espécime SII e de 25 m³ para o espécime SI, um indivíduo menor. Não se sabe como ele chegou a esses números. Em 1950, ele mencionou um peso de quarenta toneladas para o esqueleto maior. Em 1962, Edwin Harris Colbert mediu um volume de 86.953 m³. Presumindo uma densidade de 0,9, isso resultou em um peso de 78.258 kg. Colbert havia inserido um modelo de museu, vendido ao público, na areia e observado o volume deslocado por ele. Gregory S. Paul em 1988 assumiu que, em sua opinião, o número irrealisticamente alto foi causado pelo fato de que tais modelos costumavam ser muito inchados em comparação com a construção real do animal. Em 1980, Dale Alan Russell et al publicaram um peso muito menor de 14,8 toneladas extrapolando o diâmetro do úmero e do fêmur. Em 1985, o mesmo pesquisador chegou a 29 toneladas extrapolando a partir da circunferência desses ossos. Em 1985, Robert McNeill Alexander encontrou um valor de 46,6 toneladas inserindo um modelo de brinquedo do Museu de História Natural de Londres na água.
Estimativas mais recentes baseadas em modelos reconstruídos a partir de medições de volume ósseo, que levam em consideração os extensos sistemas de airsac de redução de peso presentes em saurópodes e massa muscular estimada, estão na faixa de 23,3 a 39,5 toneladas. Em 1988, G. S. Paul mediu um volume de 36.585 m³ inserindo um modelo especialmente construído na água. Ele estimou um peso de 31,5 toneladas, assumindo uma baixa densidade. Em 1994/1995 um peso de 40 toneladas extrapolando da circunferência óssea do membro. Em 1995, uma varredura a laser do esqueleto foi usada para construir um modelo virtual a partir de formas geométricas simples, encontrando um volume de 74,42 m³ e concluindo com um peso de 63 toneladas. Em 2008, Gunga revisou o volume, utilizando formas mais complexas, para 47,9 m³. Donald Henderson em 2004 empregou um modelo de computador que calculou um volume de 32.398 m³ e um peso de 25.789 quilogramas. Os métodos mais recentes usam a espessura da parede óssea.
No entanto, HMN SII não é o maior espécime conhecido (uma afirmação apoiada por seu status de subadulto), mas HMN XV2, representado por uma fíbula 13% maior do que o material correspondente em HMN SII, que pode ter atingido 26 metros de comprimento. Em 2020, Molina-Perez e Larramnedi estimaram o tamanho do espécime HMN XV2 em 25 metros e 48 toneladas, com uma altura de ombro de 6,8 metros.

## Classificação

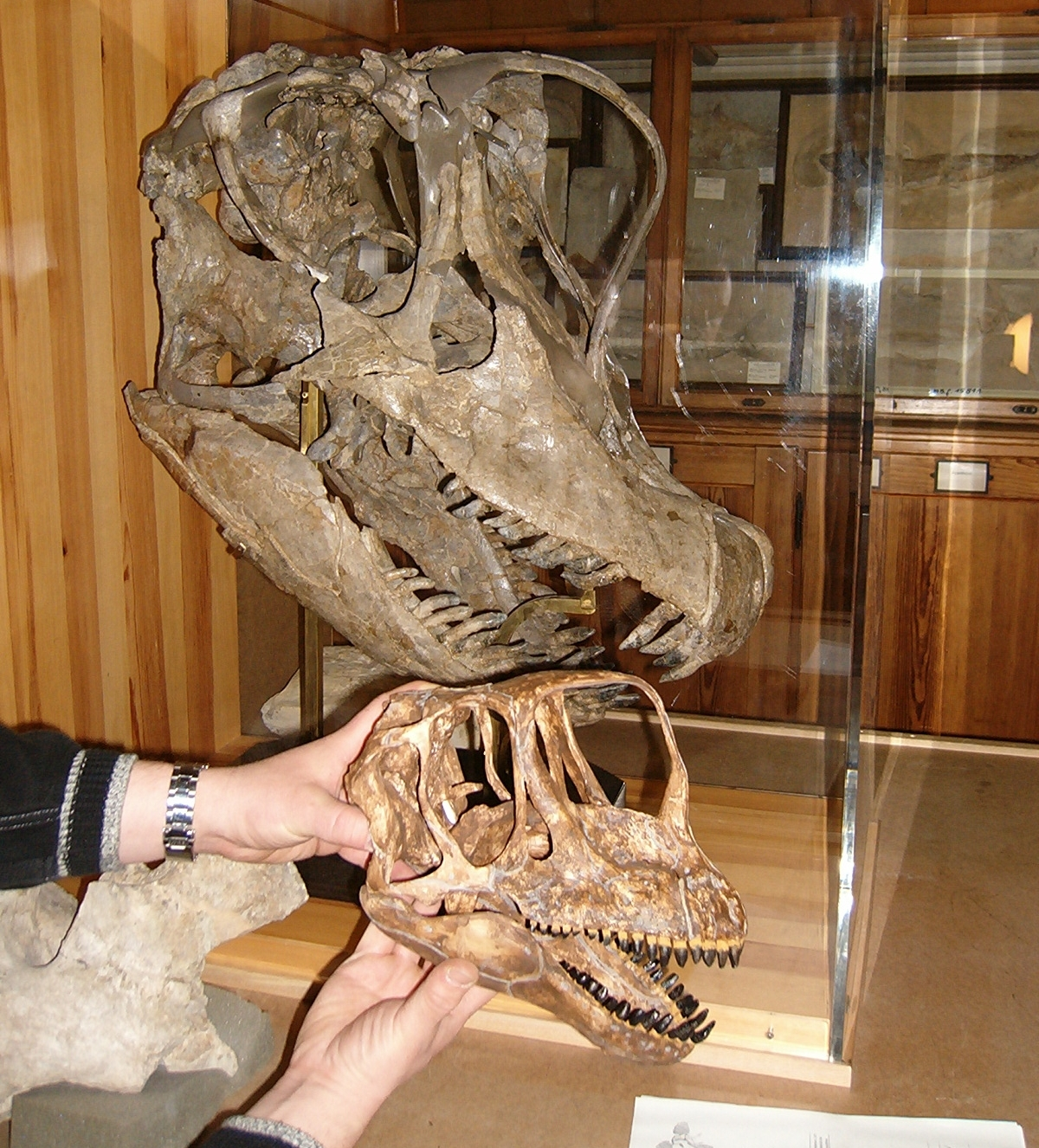
Crânio autêntico de Giraffatitan (atrás), comparado ao do pequeno braquiossauro Europasaurus

Em 1988, Gregory S. Paul observou que o Brachiosaurus brancai (no qual as representações mais populares do Brachiosaurus se baseavam) apresentava diferenças significativas em relação ao Brachiosaurus norte-americano, especialmente nas proporções de suas vértebras do tronco e em sua construção mais grácil. Paul usou essas diferenças para criar um subgênero que ele chamou de Brachiosaurus (Giraffatitan) brancai. Em 1991, George Olshevsky afirmou que essas diferenças eram suficientes para colocar o braquiossaurídeo africano em seu próprio gênero, simplesmente Giraffatitan.
Outras diferenças entre as formas africanas e norte-americanas vieram à tona com a descrição em 1998 de um crânio de Brachiosaurus norte-americano. Este crânio, que foi encontrado quase um século antes (é o crânio que Marsh usou em suas primeiras reconstruções do Brontossauro), é identificado como "Brachiosaurus sp". e pode muito bem pertencer a B. altithorax. O crânio está mais próximo do Camarasaurus em algumas características, como a forma dos dentes da frente e mais alongado e menos oco no topo do que o crânio distintivo de focinho curto e crista alta do Giraffatitan.
A classificação de Giraffatitan como um gênero separado não foi amplamente seguida por outros cientistas no início, pois não foi apoiada por uma comparação rigorosa de ambas as espécies. No entanto, uma comparação detalhada foi publicada por Michael P. Taylor em 2009. Taylor mostrou que "Brachiosaurus" brancai difere de B. altithorax em quase todos os ossos fósseis que podem ser comparados, em termos de tamanho, forma e proporção, concluindo que a colocação de Giraffatitan em um gênero separado era válida. Taylor encontrou evidências de uma relação irmã entre Giraffatitan e Brachiosaurus, embora sua análise omitiu outros braquiossaurídeos.  Um estudo mais recente sobre saurópodes Titanosauriformes por D'Emic (2012) coloca Giraffatitan como irmã de um clado contendo Braquiossauro e uma tritomia de Abydosaurus, Cedarosaurus e Venenosaurus como mostrado abaixo:
|  | Brachiosaurus                                                                               |
|  |                                                                                             |
|  | \| \| Abydosaurus \| \| \| \| \| \| Cedarosaurus \| \| \| \| \| \| Venenosaurus \| \| \| \| |
|  |                                                                                             |
|  | Abydosaurus                                                                                 |
|  |                                                                                             |
|  | Cedarosaurus                                                                                |
|  |                                                                                             |
|  | Venenosaurus                                                                                |
|  |                                                                                             |

|  | Abydosaurus  |
|  |              |
|  | Cedarosaurus |
|  |              |
|  | Venenosaurus |
|  |              |

|  | Brachiosaurus                                                                               |
|  |                                                                                             |
|  | \| \| Abydosaurus \| \| \| \| \| \| Cedarosaurus \| \| \| \| \| \| Venenosaurus \| \| \| \| |
|  |                                                                                             |
|  | Abydosaurus                                                                                 |
|  |                                                                                             |
|  | Cedarosaurus                                                                                |
|  |                                                                                             |
|  | Venenosaurus                                                                                |
|  |                                                                                             |

|  | Abydosaurus  |
|  |              |
|  | Cedarosaurus |
|  |              |
|  | Venenosaurus |
|  |              |

|  | Brachiosaurus                                                                               |
|  |                                                                                             |
|  | \| \| Abydosaurus \| \| \| \| \| \| Cedarosaurus \| \| \| \| \| \| Venenosaurus \| \| \| \| |
|  |                                                                                             |
|  | Abydosaurus                                                                                 |
|  |                                                                                             |
|  | Cedarosaurus                                                                                |
|  |                                                                                             |
|  | Venenosaurus                                                                                |
|  |                                                                                             |

|  | Abydosaurus  |
|  |              |
|  | Cedarosaurus |
|  |              |
|  | Venenosaurus |
|  |              |

|  | Brachiosaurus                                                                               |
|  |                                                                                             |
|  | \| \| Abydosaurus \| \| \| \| \| \| Cedarosaurus \| \| \| \| \| \| Venenosaurus \| \| \| \| |
|  |                                                                                             |
|  | Abydosaurus                                                                                 |
|  |                                                                                             |
|  | Cedarosaurus                                                                                |
|  |                                                                                             |
|  | Venenosaurus                                                                                |
|  |                                                                                             |

|  | Abydosaurus  |
|  |              |
|  | Cedarosaurus |
|  |              |
|  | Venenosaurus |
|  |              |